# Västpaket

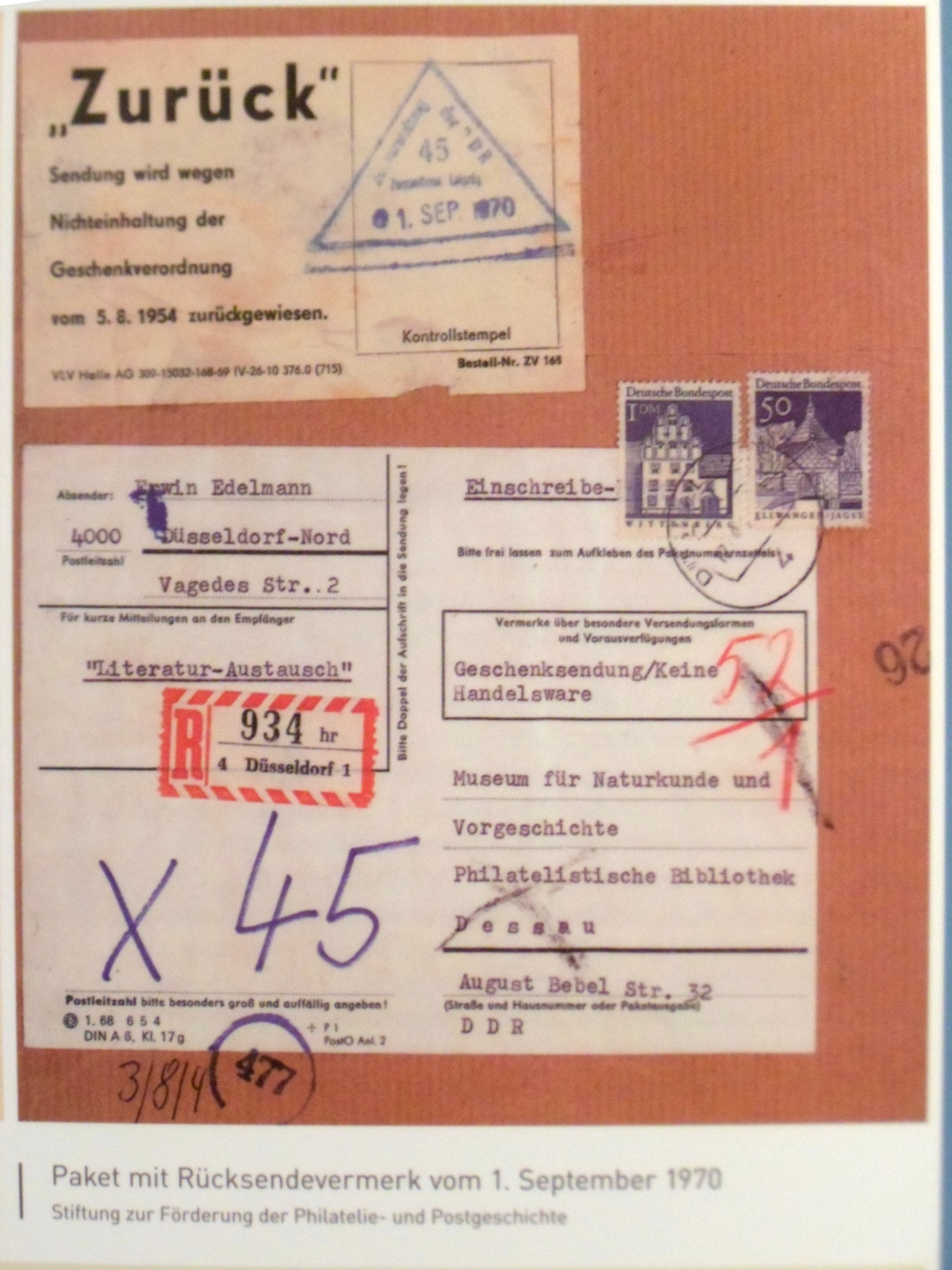
Ett västpaket som avvisats av östtyska posten i september 1970.

Västpaket (tyska: Westpaket) kallades i Östtyskland de paket som västtyska släktingar skickade till släkt och vänner i Östtyskland. 
När resemöjligheterna mellan Östtyskland och Västtyskland inskränktes blev paket och brev sättet att hålla kontakten. Västpaketen skickades i regel till jul och innehöll presenter och varor som godis, kaffe, socker och kläder som skulle linda varubristen för de boende i Östtyskland. Skickandet av västpaket var omfattande, varje år skickades 25 miljoner paket och totalt 1000 ton kaffe och fem miljoner kläder. Från början motarbetade DDR-ledningen paketen, men de blev efterhand accepterade och räknades inofficiellt in i statliga beräkningar.